# Dominic Chianese
Dominic Chianese (New York, New York, 24. veljače 1931.) američki je filmski, televizijski i kazališni glumac. Najpoznatiji je po ulozi Corrada "Juniora" Soprana iz televizijske serije Obitelj Soprano.

## Vanjske poveznice
- Dominic Chianese u internetskoj bazi filmova IMDb-u (engl.)
- Dominic Chianese na Internet Broadway Databaseu (engl.)